# Districte de Faridpur
El districte de Faridpur (antigament de vegades esmentat com Furreedpore) és una divisió administrativa de Bangladesh, a la divisió de Dacca. La superfície és de 2,072.72 km² i la població (1991) d'1.714.496 habitants. L'àrea original del districte incloïa el que avui són els districtes de Rajbari, Gopalgonj, Madaripur, Shariatpur i Faridpur. La capital és Faridpur. Els rius principals són el Ganges (localment anomenat Padma) i el Madhumati.
Administrativament està dividida en 9 upaziles, 4 municipalitats, 79 unions parishads, 36 juntes (wards), 92 mahalles i 1859 pobles. Les upaziles són:
- Faridpur Sadar
- Boalmari
- Alfadanga
- Madhukhali
- Bhanga
- Nagarkanda
- Char Bhadrasan
- Sadarpur
- Shaltha

## Història
La part oriental del districte formà part del regne de Banga (anomenat Samatata pel peregrí xinès Hiuen Tsiang) que va donar nom a Bengala (regió). El poble és descrit com vivint als bots dins l'aigua i semblen clarament els ancestres dels moderns chandals. Al començament del segle xiv la regió va passar a domini musulmà.
Quan Akbar el Gran va redistribuir les terres de Bengala el 1582 (arranjament de Todar Mal), la regió de Faridpur fou inclosa al sarkar de Muhammadabad o Bhushana. Durant dos segles va estar exposada als atacs dels pirates maghs d'Arakan pel mar, i dels assamesos per terra. Durant el regnat de Jahangir (segle xvii) un nombre de caps locals anomenats els "Bara Bhuiyes" (Dotze Caps) van establir estats independents a Bengala i entre ells els germans Chand Rai i Kedar Rai que van dominar des de Rajabari (al districte de Dhaka) a Kedarbari (al de Faridpur) amb la fortalesa de Kachkigura. Una altra fortalesa a Kilibari, també dins el districte, va pertàner al bhuiya Raja Sita Ram Rai; aquest bhuiya fou enderrocat pels mongols després de ser derrotat en una batalla al lloc que fou batejat con Fatehpur (Ciutat de la Victòria). D'altra banda els atacs dels pirates maghs i assamesos havia empenyut al poble cap a les zones poc accessibles de maresmes on es van fer algunes obres defensives que encara es conserven a Ujani i Kowalipara.
El 1765 la regió fou formalment cedida als britànics per l'Imperi Mogol i fou integrada dins el districte de Dacca (Dhaka) excepte les comarques de Bhushana i part de la Maksudpir que van quedar dins el districte de Jessore, i la de Gopinatpur que va quedar al districte de Backergunge.
El 1811 es van establir corts separades a la zona i es va crear el districte de Faridpur al que es van agregar les terres de l'est del Chandna que abans eren de Jessore; poc després les terres a l'est del Ganges o Padma foren retornades al districte de Dhaka i la comarca de Gopinatpur fou transferida des de Backergunge i en anys següents es van produri altres canvis menors destacant el 1874 la transferencia de la subsivisió de Madaripur que li fou transferida des de Backergunge i la de la comerca de Krokichar que li fou transferida des de Dacca el 1895. Així va quedar definit com el territori entre el Ganges a l'est i el Madhumati a l'oest. El curs del Ganges va tenir tendència a modificar-se agafant territoris del districte de Dacca i ampliant així els del districte de Faridpur. El 1851 hi havia 165 zamindaris, que van passar a ser 2307 el 1870 i 5933 el 1883. Aquest increment era més degut a la transferència dels petits zamindaris dels distrcites veïns (especialment del districte de Bakarganj) que per subdivisions dels zamindaris originals.
El 1881 el districte tenia 5872 km². El 1901 la superfície era similar (5.908 km²). La població era:
- 1872: 1.530.288
- 1881: 1.631.734
- 1891: 1.823.715
- 1901: 1.937.646

Administrativamente estava divididit en tres subdivisións:
- Faridpur
- Goalundo (Rajbari)
- Madaripur

Les municipalitat eren Faridpur, capital del districte, i Madaripur. La subdivisió de Faridpur tenia una superfície de 2227 km² i una població (1901) de 712.226 habitants repartits en una ciutat-municipalitat (Faridpur la capital) i 2.299 pobles.